# John Nolan
John Thomas Nolan (Rockville Centre, Nueva York; 24 de febrero de 1978) es un músico estadounidense, guitarrista y cantante de Taking Back Sunday y fundador, cantante, guitarrista y pianista de Straylight Run.

## Biografía
John Nolan nació en Rockville Centre, Nueva York, pero creció en Baldwin, Nassau County, Nueva York, donde acudió al mismo instituto que Jesse Lacey, futuro compañero suyo también en el ámbito musical.
Nolan es uno de los fundadores de Taking Back Sunday. Entre ellos se encuentra Lacey y la banda graba un par de EP antes de la marcha de Lacey para formar la exitosa Brand New. En TBS se siguen produciendo marchas y una de ellas es la del cantante, Antonio Longo. En 2001 Adam Lazzara ingresa en TBS, graban una demo y Victory Records les propone en 2002 grabar su primer disco de estudio, Tell All Your Friends.
Después del gran éxito, Nolan y el bajista Shaun Cooper deciden marcharse de la banda. Las causas conocidas son "diferencias artísticas", en las que Nolan no estaba muy de acuerdo en el rumbo musical que se estaba tomando desde la banda. Otra razón es la relación amorosa que Lazzara mantuvo anteriormente con su hermana Michelle. Definitivamente Nolan y Cooper dejan TBS y forman Straylight Run, una banda de indie rock neoyorquina donde también toca Michelle Nolan, hermana de John.
Curiosamente, las antiguas relaciones amorosas no terminan ahí. Nolan se acostó con la novia de Jesse Lacey y ambos estuvieron dos años sin hablarse. "There's No 'I' in Team" de Tell All Your Friends es una respuesta a "Seventy Times Seven", de Your Favorite Weapon de Brand New. Cada una de las canciones da su propia versión de los hechos. Las relaciones actuales entre Nolan y Lacey vuelven a ser buenas.
El 31 de marzo de 2010, Nolan y Cooper regresaron Taking Back Sunday tras ocho años de ausencia y la banda recuperó, así, su formación original con la que grabaron Tell All Your Friends.